# Grievous bodily harm
Als grievous bodily harm (meist abgekürzt: GBH, „schwere Körperverletzung“) bezeichnet man im Strafrecht von England und Wales eine Straftat nach den s. 18 und s. 20 des Offences against the Person Act 1861 (OAPA 1861).

## Grievous bodily harm with intent

### Actus reus
Als GBH wird zum einen eine statutory offence nach s. 18 des OAPA 1861 bezeichnet. Die Strafbarkeit ergibt sich also nicht aus common law, sondern aus statute law, in diesem Falle dem OAPA:

“Whosoever shall unlawfully and maliciously by any means whatsoever wound or cause any grievous bodily harm to any person to do some grievous bodily harm to any person, or with intent to resist or prevent the lawful apprehension or detainer of any person, shall be guilty of felony, and being convicted thereof shall be liable to be kept in penal servitude for life.”

„Wer auch immer unrechtmäßig und arglistig mithilfe welcher Mittel auch immer irgendeine Person verwunden oder irgendeiner Person ein schwerliches Leid zufügen mag oder dies in der Absicht tut, die rechtmäßige Festnahme oder Inhaftierung irgendeiner Person zu vereiteln oder zu verhindern, soll eines Verbrechens schuldig sein und seinetwegen lebenslänglich im Zuchthause verweilen.“

Die veraltete und unklare Sprache des Gesetzestextes sorgt bei der Rechtsauslegung für viele Zweifelsfälle. So ist zum einen unklar, wann ein „harm“ als „grievous“ zu bezeichnen ist. In R v Metheram (1961) wurde dies als „really serious harm“ umschrieben. In R v Grundy (1977) wurde dies weiter ausdifferenziert und erläutert, dass die Gesamtheit der Verletzungen des Opfers zu betrachten ist. Fulford J bestätigte diesen Ansatz in R v Bollom (2003) und führte weiter aus, dass bei der Entscheidung das konkrete Opfer zu betrachten sei: So müssten bei der Verletzung eines Kindes andere Maßstäbe gelten als bei der Verletzung eines Erwachsenen.
Daneben ist unklar, was unter „wounding“ zu verstehen ist. Galt in Moriarty v Brooks (1834) noch: „If the skin is broken, and there was a bleeding, that is a wound“ (per Lord Lyndhurst CB), wird dies heute unter Verweis auf die hohe Strafandrohung abgelehnt: In C (a minor) v Eisenhower (1984) traf der Täter das Opfer mit einem Luftgewehr nahe dem Auge und verursachte hierdurch Blutungen im Auge des Opfers. Die Verurteilung in erster Instanz hob der Court of Appeal später auf, da bloße innere Blutungen kein „wounding“ darstellten.
Eine weitere Kontroverse kulminierte in der Entscheidung des House of Lords in R v Mandair (1994) um die Auslegung des Wortes „cause“, besonders in Abgrenzung zu „inflict“ nach s. 20 OAPA.

### Mens rea
Die mens rea erfordert den Beweis von intent (~ Vorsatz).

## Inflicting grievous bodily harm or wounding
Neben s. 18 OAPA 1861 besteht noch eine weniger schwere Straftat nach s. 20 OAPA 1861:

“Whosoever shall unlawfully and maliciously wound or inflict any grievous bodily harm upon any other person, either with or without any weapon or instrument, shall be guilty of a misdemeanor, and being convicted thereof shall be liable to be kept in penal servitude.”

„Wer auch immer unrechtmäßig und arglistig irgendeiner anderen Person Wunden zufügen oder ein schwerliches Leid zufügen mag, sei es mit oder ohne irgendeine Waffe oder irgendein Werkzeug, soll eines Vergehens schuldig sein und im Zuchthause verwahrt werden.“